# Własność nieruchomości w Niemczech
Prawo własności zostało zagwarantowane w art. 14 niemieckiej ustawy zasadniczej i jest jednym z najważniejszych praw podstawowych. Jej treść i ograniczenia określają ustawy. Przedmiotem własności są m.in. nieruchomości, które w Niemczech rozumiane są jako: zabudowane i niezabudowane działki gruntowe (nieruchomości gruntowe), budynki (nieruchomości mieszkalne lub komercyjne) oraz prawa do ziemi.

## Rodzaje nieruchomości
- Działka (nieruchomość gruntowa) – jest to część powierzchni ziemi, która jest przestrzennie ograniczona oraz zarejestrowana w księdze wieczystej na osobnym arkuszu ewidencji gruntów lub pod własnym numerem w inwentarzu na wspólnym arkuszu ewidencji gruntów[2][3]. Definicja prawna działki w niemieckim kodeksie cywilnym nie istnieje. Art. 905 BGB (Bürgerliches Gesetzbuch – niemiecki kodeks cywilny) określa tylko, że jest to przestrzeń nad powierzchnią ziemi i pod nią[3]. Zakres działki jest ograniczony nie tylko przestrzennie, ale i materialnie (dotyczy zasobów mineralnych znajdujących się pod powierzchnią ziemi). W związku z tym prawo własności właściciela gruntu rozciąga się tylko na zasoby naturalne (piasek, żwir, glina), a nie obejmuje zasobów mineralnych niebędących kopalinami (złoto, srebro, rudy metali).
- Budynki, które dzielą się na:

1. Nieruchomości mieszkalne – nieruchomości wykorzystywane wyłącznie do celów mieszkalnych. Pod tą nazwą kryją się domy jedno- i dwurodzinne oraz dzierżawne nieruchomości mieszkalne[4][5].
2. Nieruchomości komercyjne – nieruchomości, które służą w całości lub w części celom komercyjnym, samozatrudnieniowym lub prowadzącym działalność na własny rachunek. Istotą działalności komercyjnej jest dążenie do osiągnięcia zysku. Chodzi tu przede wszystkim o kancelarie prawnicze, magazyny, centra handlowe, hotele, szpitale[6].

- Prawa do ziemi – prawa te w niemieckim prawie rzeczowym są traktowane tak samo jak nieruchomość. Obejmują: prawo własności mieszkania i jego części, dziedziczne prawa budowlane i własność górniczą. Są nazywane prawami równoważnymi z nieruchomościami, ponieważ mają być stosowane do przepisów dotyczących nieruchomości (w BGB jest wyodrębniony dział regulujący te prawa, art. 873 – 902)[7][8]. Prawa te dotyczą również statków, budowli okrętowych i pływających doków. Stosuje się je podobnie jak do własności ziemi. W przypadku praw do ziemi zapisywane są one w publicznym rejestrze (rejestr gruntów). Jest on prowadzony przez właściwe sądy rejestrowe, które są wydziałami sądów lokalnych. Rejestry statków są przechowywane przez sąd rejonowy (występuje w roli sądu rejestrowego), w którego okręgu znajduje się port macierzysty lub miasto macierzyste statku. W razie braku takiego portu wybór rejestru dla statku jest dowolny. Prawo do gruntu tak jak i grunt może być obciążone opłatami gruntowymi, w tym hipoteką, długiem gruntowym i zabezpieczonym długiem gruntowym. W przypadku statków możliwe jest tylko ustanowienie hipoteki. Tych praw nie stosuje się do samolotów[9][10][11].

## Prawa i obowiązki właściciela nieruchomości
Niemiecki kodeks cywilny (Bürgerliches Gesetzbuch) wymienia następujące prawa i obowiązki właściciela nieruchomości:
- prawo do postępowania z rzeczą wedle swojego upodobania[12];
- żądanie nienaruszania prawa własności przez osoby trzecie, jeżeli jest ono zgodne z ustawą i nie sprzeciwia się prawom osób trzecich[13];
- żądanie dotyczące tego, aby na sąsiednich gruntach nie budowano i nie utrzymywano urządzeń, których istnienie lub funkcjonowanie wywoła negatywne skutki dla jego gruntu; jeżeli urządzenie zostało wzniesione w odpowiedniej odległości od granicy gruntu sąsiedniego lub zastosowano inne środki ochronne, żądanie zostanie uwzględnione tylko wtedy, gdy negatywne skutki zaistnieją (pojęcie urządzenia nie dotyczy drzew i krzewów)[12];
- prawo do żądania od właściciela budowli lub urządzenia przedsięwzięcia środków zapobiegających wystąpieniu niebezpieczeństwa, jeżeli jest ono związane z możliwością zawalenia się budowli lub urządzenia połączonego z sąsiednim gruntem (prawo to przysługuje wyłącznie właścicielowi gruntu zagrożonego)[12];
- możliwość obcięcia gałęzi i korzeni drzewa lub krzewu zwisających z sąsiedniego gruntu; najpierw jednak właściciel gruntu może wyznaczyć właścicielowi sąsiedniego gruntu czas na usunięcie korzeni i gałęzi; prawa tego nie można stosować, jeżeli korzenie i gałęzie nie wpływają ujemnie na używanie gruntu[12][13][14];
- obowiązek tolerowania korzystania z gruntu przez właściciela sąsiedniej działki w celu dotarcia do drogi publicznej (w sytuacji, gdy grunt sąsiedni pozbawiony jest tego dostępu); właścicielowi gruntu wywiązującego się z obowiązku należy się odszkodowanie w formie renty pieniężnej[14];
- żądanie wystawienia przez właściciela gruntu sąsiedniego stałych znaków granicznych dla wytyczenia granic gruntów; sposób wytyczenia i postępowanie w tej sprawie określają ustawy (w przypadku, gdy ustawa tej kwestii nie reguluje, stosuje się miejscowy zwyczaj); koszty wytyczenia granic ponoszą strony po połowie, chyba że co innego wynika ze stosunku prawnego[12];
- jeżeli dwa grunty oddzielone są od siebie miedzą, rowem, murem, żywopłotem, parkanem, domniemywa się, że właściciele gruntów sąsiednich mają prawo do wspólnego używania tego urządzenia, chyba że należy ono wyłącznie do jednego z właścicieli[12];
- właściciel gruntu nie może zabronić przesyłania gazów, pary, wody, cieczy i innych podobnych substancji pochodzących z gruntu sąsiedniego, jeżeli nie mają one negatywnego wpływu na korzystanie z gruntu lub są efektem typowych działań[14];
- właściciel nie może pogłębiać swojego gruntu w taki sposób, że ziemia sąsiedniego gruntu straciłaby wymagane oparcie, chyba że zapewniono inne zabezpieczenie[12][14].

## Nabycie własności nieruchomości
Do przeniesienia prawa własności nieruchomości wymaga się zawarcia porozumienia między zbywającym a nabywającym, które musi zostać złożone właściwemu organowi przy jednoczesnej obecności obu stron. Podmiotem, przed którym składa się oświadczenia woli, jest notariusz. Porozumienie stron złożone pod warunkiem lub zastrzeżone co do czasu jest bezskuteczne. Dodatkowo jest ono ważne tylko wtedy, gdy zostanie złożone jednocześnie z umową o przeniesieniu własności nieruchomości w formie aktu notarialnego. Jeżeli w umowie strony zdecydują się na przeniesienie gruntu wraz z przynależnościami, to nabywca nabywa również własność tych przynależności, jeżeli nie są własnością zbywającego. Właściciel zbywa nieruchomość, zrzekając się jej w księdze wieczystej. Porzucona nieruchomość gruntowa jest własnością Skarbu Państwa.
Najczęstszą formą nabycia prawa własności nieruchomości jest zawarcie umowy sprzedaży. Dla takiej umowy w Niemczech charakterystyczne jest to, że składa się z dwóch odrębnych czynności prawnych, co odpowiada Trennungsprinzip (zasada rozdzielności znana tylko prawu niemieckiemu). Pierwsza czynność prawna jest czynnością zobowiązującą do przeniesienia własności nieruchomości. Druga czynność jest czynnością rozporządzającą, w której wyniku dochodzi do przeniesienia własności na nabywcę. Ważność przeniesienia własności nie zależy od ważności umowy zobowiązującej (Abstraktionsprinzip – zasada abstrakcyjności), chyba że powody nieważności obu czynności prawnych są tożsame. Umowa sprzedaży powinna być zawarta w formie aktu notarialnego. Samo zawarcie umowy nie powoduje przeniesienia na nabywcę własności nieruchomości. Akt notarialny powinien zawierać postanowienie o wpisaniu do księgi wieczystej zastrzeżenia, że doszło do sprzedaży nieruchomości. Wpis ma charakter konstytutywny. Przy zawieraniu umowy powinien być obecny notariusz. Czuwa on nad tym, aby nabywca własność nabył, a sprzedawca uzyskał zapłatę w wysokości ustalonej i wskazanej w umowie. Jego obowiązkiem jest też przesłanie uwierzytelnionej części aktu notarialnego do wydziału ksiąg wieczystych. Kopię umowy sprzedaży przesyła do urzędu skarbowego, a także urzędu gminy lub miasta (jest to związane z możliwością skorzystania z prawa pierwokupu, które przysługuje w niektórych przypadkach z mocy ustawy). Jeżeli nie powołano się na to prawo, notariusz otrzymuje zaświadczenie, że podatek od nabycia nieruchomości został uiszczony, sprzedawca uzyskał umówioną sumę pieniężną (podatek od nieruchomości zależy od tego, w jakim landzie nieruchomość jest zlokalizowana, wysokość opłaty waha się w granicach od 3,4 do 5% ceny nieruchomości). Nabywca staje się właścicielem nieruchomości, gdy zostanie wpisany do księgi wieczystej. Każdy obcokrajowiec może nabyć nieruchomość na terytorium Niemiec i nie ma w tym zakresie żadnych ograniczeń. Wystarczy, że ma ukończone 18 lat.